# Inname van Rome
De Inname van Rome (Italiaans: Presa di Roma) van 20 september 1870 was de laatste gebeurtenis van een langdurig proces van Italiaanse eenwording. Het betekende na 1116 jaar het einde van de Kerkelijke Staat (van 754 na Christus tot 1870 na Christus) onder Paus Pius IX en het begin van een verenigd Italië onder koning Victor Emanuel II van Italië.
De inname van Rome wordt in vele Italiaanse steden van enige omvang herdacht met de straatnaam 'Via XX Settembre' ('20 Septemberstraat').

## Aanloop
In de decennia voor de inname van Rome had Paus Pius IX de stad al diverse malen moeten verlaten. Franse troepen beëindigden de Romeinse Republiek (1849) en hielpen hem in 1850 weer in het zadel. De situatie keerde zich echter steeds meer tegen hem.

### Tweede Italiaanse Onafhankelijkheidsoorlog

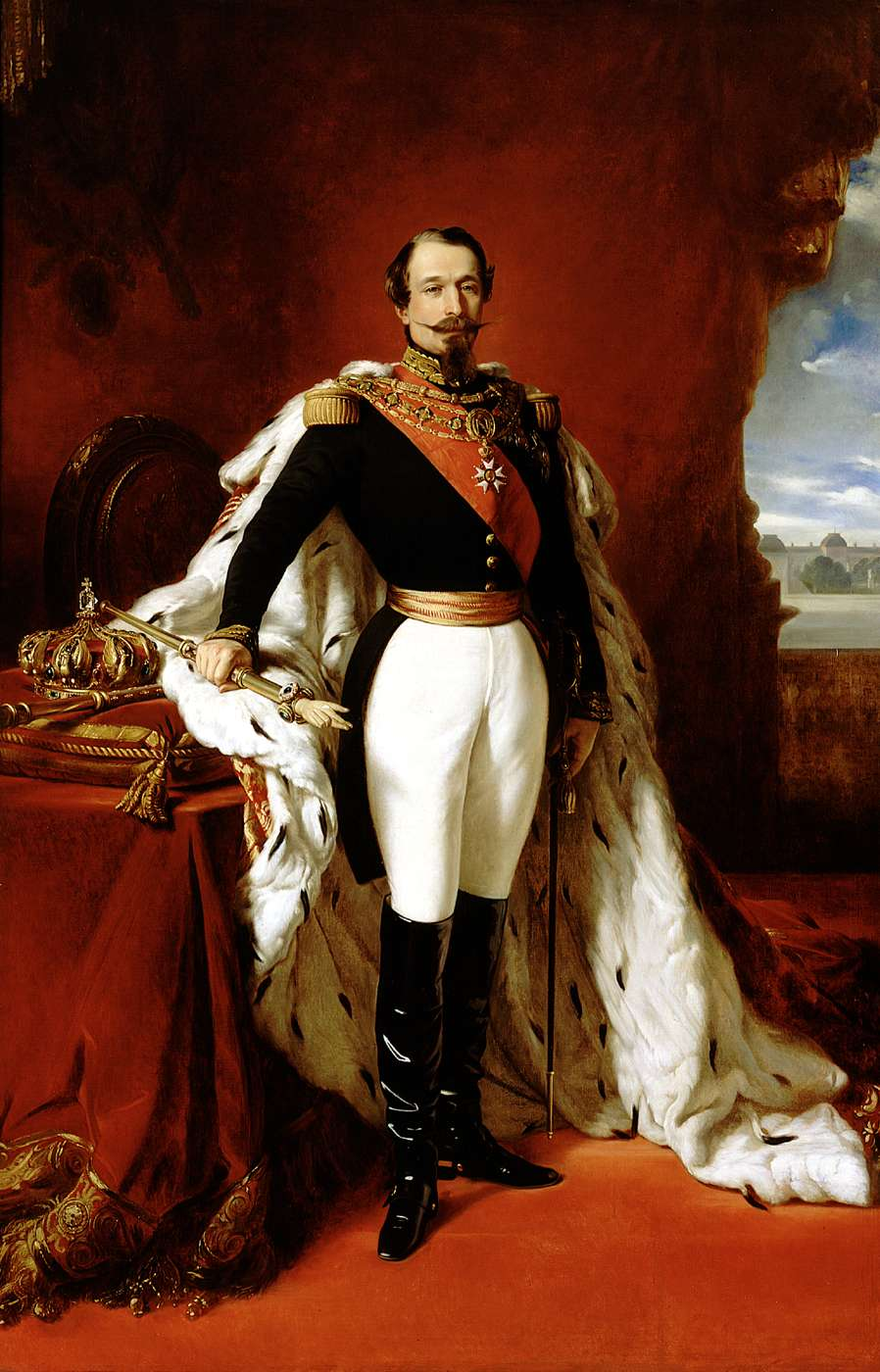
Portret van Napoleon III (1808–1873), Franz Xaver Winterhalter, 1855.

Tijdens de Tweede Italiaanse Onafhankelijkheidsoorlog was al een groot deel van de Kerkelijke Staat ingenomen door het Piemontese leger, en het nieuwe verenigde Koninkrijk Italië (1861-1946) werd uitgeroepen in maart 1861. Hierbij riep het Italiaanse parlement Rome uit tot hoofdstad van Italië, maar het kon daar geen zitting nemen doordat Napoleon III er een Frans garnizoen had gelegerd om Paus Pius IX in het zadel te houden. Dit creëerde een wankele politieke situatie. Opstanden in Rome werden onderdrukt door Pauselijke Zoeaven en Franse troepen, en het leger van Giuseppe Garibaldi leed een nederlaag in de Slag bij Mentana.

### Eerste Vaticaans Concilie
In juli 1870, net voor het einde van de Kerkelijke Staat, vond in Rome het Eerste Vaticaans Concilie plaats waarin de onfeilbaarheid van de Paus tot dogma werd uitgeroepen.

### Frans-Duitse oorlog
In juli 1870 begon de Frans-Duitse Oorlog. Daardoor moest Napoleon III begin augustus zijn leger uit Rome terugroepen. Niet alleen had Frankrijk deze troepen nodig, Duitse diplomaten probeerden Italië te overtuigen om zich aan te sluiten bij de oorlog tegen Frankrijk en Napoleon III vreesde dat de militaire aanwezigheid in Rome hiertoe aanleiding kon geven. Bovendien had Italië eerder de zijde van Pruisen gekozen, namelijk in de Duitse Oorlog. Maar Italië bleef in deze oorlog neutraal.
Na de aftocht van het Franse garnizoen demonstreerden de Romeinen om de Italiaanse regering te bewegen om ook hun stad in te nemen. De Kerkelijke Staat stond op papier echter nog steeds onder Franse bescherming waardoor een aanval op Rome gelijk zou staan aan een aanval op Frankrijk. Na de overgave van Napoleon III na de Slag bij Sedan veranderde de situatie echter radicaal. De Franse keizer was afgezet en de nieuwe Franse regering was politiek en militair niet in de positie om iets tegen Italië te ondernemen.

### Voorstel aan Paus Pius IX tot vreedzame overdracht
Koning Victor Emmanuel II stuurde Graaf Gustavo Ponza di San Martino op 10 september 1870 naar Paus Pius IX met een brief waarin hem een voorstel werd gedaan waarmee hij zijn gezicht had kunnen redden: Italiaanse troepen zouden Rome vreedzaam binnentrekken met het beschermen van de Paus als excuus. De brief bevatte ook een document met een aanzet voor een overeenkomst tussen Italië en de Heilige Stoel.
De Paus zou volgens dit voorstel een soeverein heerser blijven met Rome binnen de Leonijnse Muur als eigen staat. De Italiaanse staat zou de vrijheid van de Paus om met de katholieke wereld te communiceren garanderen, en zou zowel de Paus als zijn gezanten diplomatieke onschendbaarheid verlenen. Italië zou de Paus en de kardinalen bovendien een jaarlijkse toelage betalen, gelijk aan het bedrag dat ze tot dan toe van de stad Rome ontvingen, en alle ambtenaren en soldaten van de staat zouden als Italiaanse ambtenaren worden betaald. Pius IX reageerde met verontwaardiging op het voorstel. Hij smeet de brief die San Martino gebracht had op tafel en riep uit: "Fraaie loyaliteit! Jullie zijn allemaal addergebroed en witgekalkte graven en lijden aan gebrek aan geloof", en later: "Ik ben geen profeet of profetenzoon, maar ik zeg u, u zult Rome nooit binnenkomen!"

## De inname van Rome

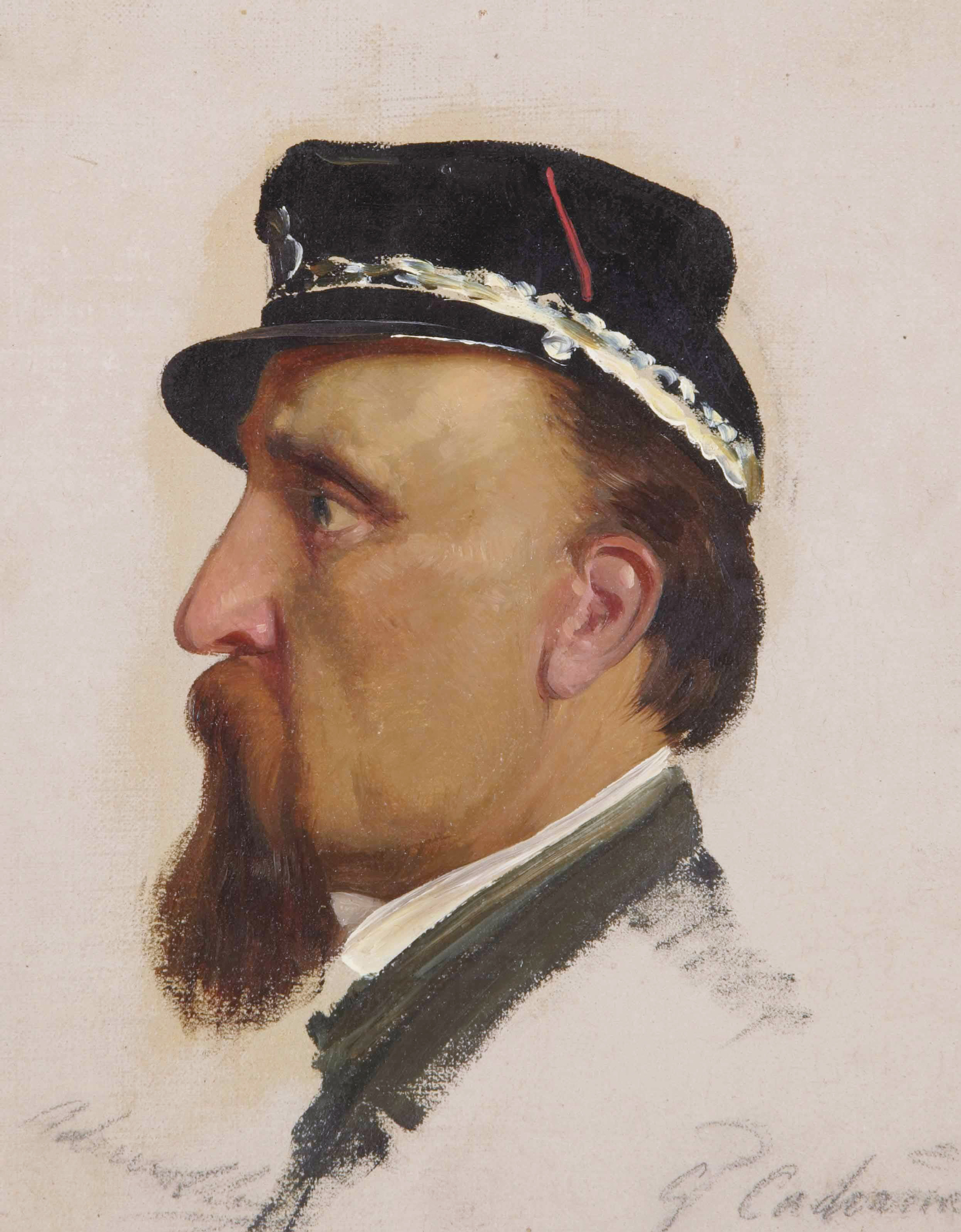
Generaal Raffaele Cadorna door Carlo Ademollo

Het Italiaanse leger, geleid door generaal Raffaele Cadorna, trok op 11 september de grens van de Kerkelijke Staat over en trok langzaam op naar Rome in de hoop op een vreedzame oplossing. De Pauselijke legers, bestaande uit Pauselijke Zoeaven en de Zwitserse Garde trokken zich terug uit Orvieto, Viterbo, Alatri, Frosinone en enkele andere posities in Lazio.
Zo bereikte het Italiaanse leger op 19 september uiteindelijk de Aureliaanse Muur. Rome werd belegerd. Het was Paus Pius IX duidelijk dat de inname van Rome uiteindelijk onvermijdelijk was, maar hij gaf zijn troepen de opdracht zoveel mogelijk weerstand te bieden. Op 20 september, na drie uur schieten, braken de Italiaanse kanonnen door de Aureliaanse Muur bij de Porta Pia en het Italiaanse leger kon Rome binnentrekken. Hierbij vielen 49 doden aan Italiaanse zijde, en 19 aan de Pauselijke. Omdat de Paus weigerde zijn territoriale claims op te geven, bezetten Italiaanse soldaten de hele Leonijnse Stad, met uitzondering van het Vaticaan.
De dag na de inname van Rome kregen de Pauselijke Zoeaven vrije aftocht. Rome en Lazio werden na een volksraadpleging deel van Italië. De Via Pia, de weg naar Porta Pia, werd omgedoopt in de Via Venti Settembre ('20 Septemberstraat'). Het conflict tussen de Paus en Italië zou pas in 1929 worden opgelost met het Verdrag van Lateranen tussen de Paus en de Italiaanse regering onder de fascistische dictator Benito Mussolini.